# Stryker (Pornofilm)
Stryker ist ein US-amerikanischer Pornospielfilm.

## Handlung
Der Film handelt von der internationalen Spionage-Agentur "Crisis", die von Maxine und ihrem promiskuitiven Sohn Stryker geführt wird. Die Agentur hat sich zur Aufgabe gemacht, die Welt mit geheimen Missionen zu retten. Ihr Team besteht aus der Spionin Shawna, eine von Strykers Ex-Freundinnen, Chloe, die Empfangsdame sowie Craig, er ist das Hirn der Operation. Das Team muss zusammen arbeiten, um den Vorsitzenden der UN für sich zu gewinnen.

## Auszeichnungen
- AVN Award 2016: Best Actor (Tommy Pistol)